# لیچانا ناردی
لیچانا ناردی (به ایتالیایی: Licciana Nardi) یک کومونه در ایتالیا است که در استان ماسا-کارارا واقع شده‌است.

## خصوصیات
لیچانا ناردی ۵۵ کیلومترمربع مساحت و ۴٬۹۷۷ نفر جمعیت دارد و ۲۱۰ متر بالاتر از سطح دریا واقع شده‌است.